# Кангтега
Кангтега (англ. Kangtega) — является одним из основных горных пиков системы Гималаи, в Непале. Высота от уровня моря — 6782 м. Впервые вершина была покорена в 1964 году.

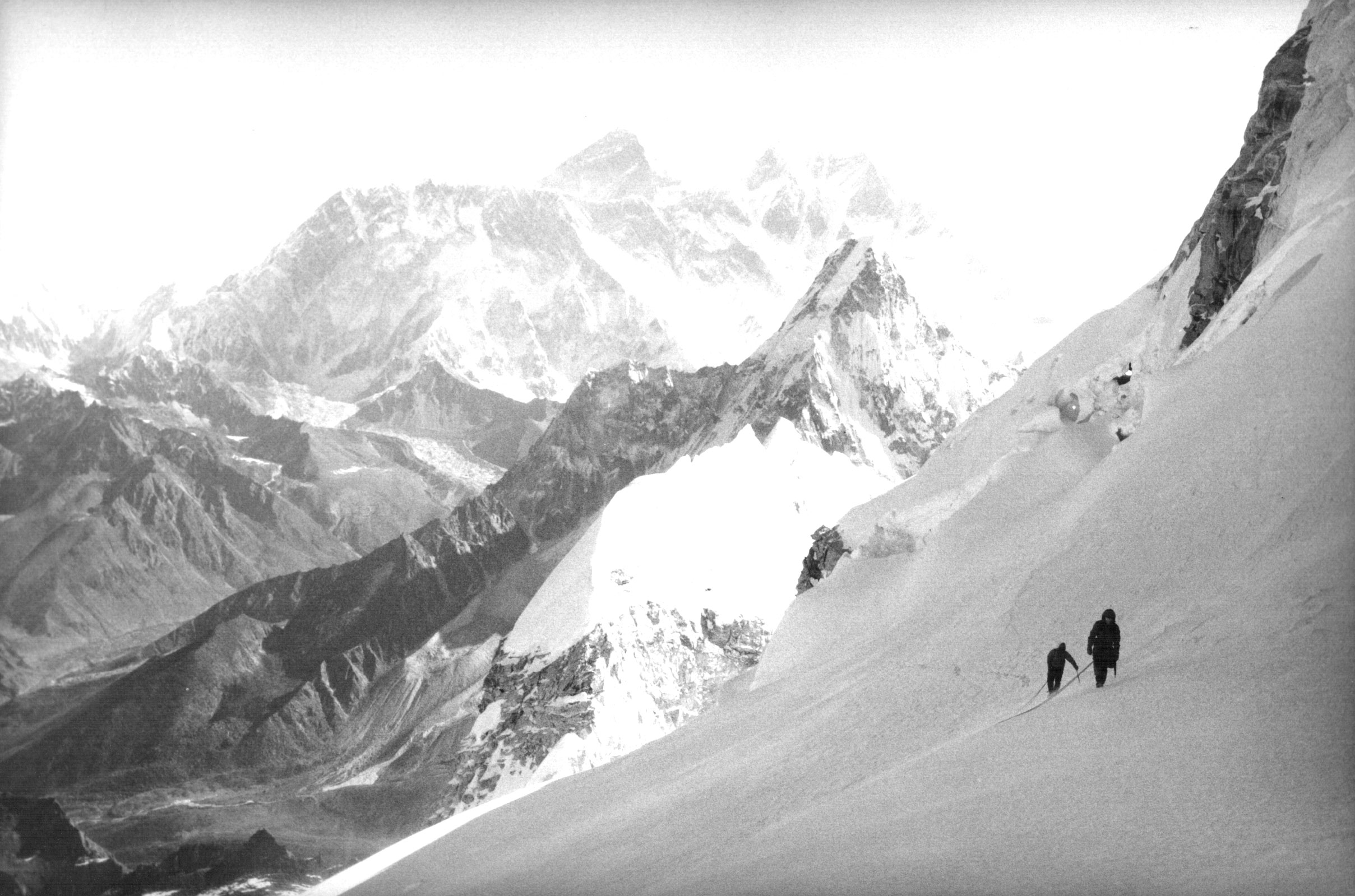
Элисон Харгривз и Джефф Лоу. Восхождение на Кангтега, 1 мая 1986 года